# ابوالحسن خان مشیرالملک
میرزا ابوالحسن خان خفرکی معروف به مشیرالملک دوم (زاده ۱۲۲۶ – درگذشته ۱۳۰۳ هجری قمری) از دولت‌مردان با نفوذ قاجار و وزیر فارس در زمان محمدشاه و ناصرالدین‌شاه بود.

## زندگی
میرزا ابوالحسن خان فرزند میرزا محمدعلی خفرکی، نخستین فرد خاندان در زمینه احراز مناصب سلطنتی بود. میرزا ابوالحسن خان فرزند ارشد و فرد کلیدی خاندان ار ۱۲۶۲ پس از درگذشت پدرش به منصب پیشکاری، وزارت فارس و لقب مشیرالملکی رسید و تا ۱۲۹۳ چندین بار وزیر فارس بود تا اینکه معتمدالدوله حکمران فارس وی را عزل کرد.
مشیرالملک دوم پسری نداشت، ولی دو داماد وی دارای موقعیت‌های مهمی در حکومت بودند. یکی از آنها معدل‌الملک شوهر سلطان الحاجیه دختر وی بود.

## موقوفات
ساخت چندین مسجد، آب انبار، حمام، کاروانسرا، تیمچه و سرا در بازار از خدمات خاندان مشیرالملک است. مشیرالملک دارای املاک زیادی در خفرک بود. دژ برازجان که در استان بوشهر به دستور وی ساخته شد. بنای باغ جنت در شیراز به او نسبت داده می‌شود.